# Messerschmitt Me 309Z
De Messerschmitt Me 309Z is een project voor een jachtvliegtuig ontworpen door de Duitse vliegtuigontwerper Messerschmitt.

## Ontwikkeling
Dit project werd opgezet naar een specificatie die in 1941 werd uitgeschreven. Het ontwerp moest zo veel mogelijk gebruikmaken van bestaande onderdelen. De achterliggende gedachten was dat dit de productielijnen van bestaande toestellen zo min mogelijk zou verstoren. Het ontwerp bestond feitelijk uit twee Me 309 rompen. Deze werden samengevoegd door middel van een nieuw vleugelmiddenstuk en een aangepaste staartsectie. Op dat moment werd er bij Messerschmitt gewerkt aan een ander project, de Bf 109Z. Het prototype verongelukte echter tijdens een van de testvluchten. In 1942 werd de ontwikkeling van de Me 309 stopgezet. De ervaringen die men met dit project had opgedaan werden later verwerkt in een aantal andere projecten, zoals de Me 509 en de Me 309Z. Het ontwerp kon veel onderdelen van de Me 309 (romp, motoren en 80% van de vleugels) hergebruiken.
De Me 309Z wordt in sommige bronnen Me 609 genoemd, maar bedrijfsdocumenten van Messerschmitt en RLM-correspondentie geven aan dat Me 609 eigenlijk een omslagaanduiding was voor laat-oorlogse, testklare Me 262's.

## Uitvoeringen
Men werkte aan de ontwikkeling van twee uitvoeringen: een zware jager en een snelle bommenwerper.
De jageruitvoering had een bewapening van twee 30mm-MK108 kanonnen onder het vleugelmiddenstuk. Tevens was er de mogelijkheid voor twee 30mm-MK108 kanonnen onder de vleugels. Er kon ook een 500 kg SC500 bom of twee 250 kg SC250 bommen onder het vleugelmiddenstuk worden vervoerd.
De bommenwerperuitvoering had slechts een 30mm-MK108 kanon. Er kon extra brandstof in de lege cockpit worden vervoerd. De bommenlading kon bestaan uit twee 1.000 kg SC1000 bommen die onder de romp werd vervoerd.